# 上田義彦
上田 義彦（うえだ よしひこ、1957年 - ）は日本の写真家、映画監督。2014年4月から2025年3月まで、多摩美術大学美術学部グラフィックデザイン学科教授。

## 経歴
兵庫県出身。1979年ビジュアルアーツ専門学校・大阪校卒業。1979 - 81年にかけ写真家の福田匡伸、有田泰而に師事。1982年に独立。主な仕事はサントリーのウーロン茶、伊右衛門、無印良品、資生堂、日本郵政グループ、NTTdocomo、UNIQLO、TOYOTA、Canon、の広告など。これまで東京ADC賞最高賞、ニューヨークADC賞、カンヌグラフィック銀賞、朝日広告賞など数多くの様々な賞を受賞。
一方で、作家としての活動では、代表作にネイティブ・アメリカンの神聖な森を撮影した『QUINAULT』、「山海塾」を主催する前衛舞踏家・天児牛大のポートレイト『AMAGATSU』、吉本隆明や安岡章太郎、大島渚といった著名な日本人39名と対峙したシリーズ『ポルトレ』、自身の家族に寄り添うようにカメラを向けた『at HOME』、フランク・ロイド・ライト建築を撮った『Frank Lloyd Wright』などがある。ParisPhoto等の国際アートフェアや、Michael Hoppen Gallery (UK)、TAI gallery (USA)、G/P Gallery、Gallery 916 (JPN) において作品を発表している。作品は、Kemper Museum of Contemporary Art (USA)、Permanent Public Art Collection of New Mexico Arts (USA)、Hermes International (FRA)、Stichting Art & Theatre, Amsterdam (NLD)などにそれぞれ収蔵されている。
木製大型カメラのディアドルフ（8x10）を愛用。
私生活では女優の桐島かれんと結婚、4児の子宝に恵まれ、現在も夫婦関係にある。2006年には妻と子供たちを13年間撮り続けた写真集『at Home』を出版した。
かつてのアシスタントのひとりに写真家の小泉佳春がいる。
2021年4月公開の映画『椿の庭』にて映画初監督（脚本・撮影）を務める

## 主な著作[3]
- 『YOSHIHIKO UEDA (Art RAndom Series Vol.87)』<絶版>(京都書院、1990年)
- 『INTO THE SILENT LAND』<絶版>(京都書院、1991年)
- 『WORKS　1985-1993』(EDGE TO EDGE #9) <絶版>　(光琳社出版、1993年)
- 『QUINAULT』(京都書院、1993年)
- 『CONTEMPORARY NUDES 3WOMEN』(美術出版社、1994年)
- 『AMAGATSU』(光琳社出版、1995年)　モデルは山海塾主宰の天児牛大
- 『FLOWERS』(光琳社出版、1997年)
- 『UEDA YOSHIHIKO (VISIONS of JAPAN)』<絶版> (光琳社出版、1998年)
- 『上田義彦広告写真』(玄光社、1998年)
- 『FRANK LLOYD WRIGHT』(絶版) (エクスナレッジ、2003年)　フランク・ロイド・ライトの住宅を撮った写真集
- 『PHOTOGRAPHS』<絶版> (エディシオン・トレヴィル 2003年)
- 『PORTRAIT』(リトル・モア、2003年)
- 『at Home』（リトル・モア、2006年）
- 『CHAMBER of CURIOSITIES』<絶版> (赤々舎 2006年)
- 『ONE HUNDRED STONEWARES』(東京大学出版会 2008年)
- 『BIOSOPHIA of BIRDS』(東京大学出版会 2008年)
- 『YUME』(青幻舎 2010年)
- 『1986』(G/P gallery. artbeat publishers. 2011年)
- 『SHIMAE』(青幻舎 2011年)
- 『materia』(求龍堂 2012年)
- 『A DREAM』(ワニブックス 2012年)
- 『JOMONESE』(美術出版 2012年)
- 『PERU ALPACA』（良品計画 2012年）
- 『MIES VAN DER ROHE』(鹿島出版社 2012年）
- 『M.River』（916 Press & 赤々舎 2013年）
- 『M.Gange』（916 Press & 赤々舎 2013年）
- 『A Life with Camera』（羽鳥書店 2015年）
- 『旅情』（羽鳥書店 2015年）
- 『林檎の木』（赤々舎 2017年）
- 『FOREST 印象と記憶 1989-2017』（青幻舎 2018年）
- 『晴れの日本料理 −青草窠のひと刻−The Seasonal Beauty of Japanese Cuisine』（求龍堂　2018年）
- 『68TH STREET』（916 Press & ユナイテッドヴァガボンズ 2018年）
- 『風景の科学 −芸術と科学の融合−Illuminating Landscapes』（美術出版社　2019年）
- 『椿の庭』（赤々舎 2020年)

## 作品

### 映画
- 椿の庭（2021年）

## 受賞歴
- 2021年
  - 第10回トロント日本映画祭審査員賞（『椿の庭』）[4]
  - 第15回KINOTAYO現代日本映画祭グランプリ（『椿の庭』）[5]

## 主な関係者
- 天児牛大
- 葛西薫
- 中島英樹
- 山形季央
- 原研哉